# Who Am I? (Pale Waves)
Who Am I? è il secondo album in studio del gruppo musicale britannico Pale Waves, pubblicato nel 2021.

## Tracce
1. Change – 2:52
2. Fall to Pieces – 2:47
3. She's My Religion – 3:09
4. Easy – 2:54
5. Wish U Were Here – 2:41
6. Tomorrow – 2:37
7. You Don't Own Me – 3:16
8. I Just Needed You – 3:06
9. Odd Ones Out – 3:01
10. Run To – 2:45
11. Who Am I? – 4:31

## Formazione
- Heather Baron-Gracie – voce, chitarra
- Ciara Doran – batteria, sintetizzatore, programmazione
- Hugo Silvani – chitarra
- Charlie Wood – basso

## Classifiche
| Classifica (2021) | Posizione raggiunta |
| ----------------- | ------------------- |
| Regno Unito       | 3                   |